# عنبتا
عنبتا بلدة فلسطينية قديمة في محافظة طولكرم شمالي الضفة الغربية، تقع على بعد 9 كيلومترات شرقًا من مركز مدينة طولكرم، يبلغ عدد سكانها حوالي 7271 نسمة حسب التعداد العام للسكان عام 2017، تدار عنبتا من قبل مجلس بلدي وهي واحدة من أقدم البلديات في قضاء طولكرم.

## التسمية
يعتقد أن أصل اسم عنبتا من مقطعين الأول «عنب» و «تا»، وهي كلمة تعني في الآرامية والسريانية القديمة قرية العنب، ومما يدل على ذلك كثرة معاصر العنب المحفورة في الصخور والمتواجدة لغاية الآن في التلال والجبال المحيطة بعنبتا، حيث اشتهرت قديماً بزراعة العنب.

## التاريخ

### العصر الروماني والبيزنطي
خلال حكم الرومان والبيزنطيين، كانت عنبتا قرية مأهولة. بعض أشجار الزيتون التي لا تزال موجودة في عنبتا تعود إلى العصر الروماني، عُثر في البلدة على قطع أثرية تعود إلى العصر الروماني والبيزنطي، إضافة إلى قطع فخار تعود إلى العصور الإسلامية والعصور الوسطى.

### الدولة المملوكية
نظراً لموقع البلدة الجغرافي بين التلال، اتخذها السلطان الظاهر بيبرس في القرن الثالث عشر نقطة مركزية لتزويد الجيوش الإسلامية بالمؤن والإمدادات أثناء قتال الصليبيين والمغول، تم اختيار الموقع لأنه كان من السهل نسبيًا حمايته حيث تقع المنطقة بين تلتين كبيرتين.

### الدولة العثمانية
خلال الفترة العثمانية أتبعت عنبتا إلى الإمبراطورية العثمانية في عام 1517 مع كل فلسطين، وكانت تتبع ولاية شرق بيروت في الشام. في عام 1596 ظهر لأول مرة اسم عنبتا في سجلات الضرائب العثمانية، حيث كان عدد سكانها 55 أسرة مسلمة، وقد دفعوا معدل ثابت للضريبة بنسبة 33,3% على المنتجات الزراعية المختلفة، مثل القمح، والشعير، والمحاصيل الصيفية، والزيتون، والماعز، وخلايا النحل؛ ما مجموعه 13757 اوقجة.
في عام 1852 زار الباحث الأمريكي إدوارد روبنسون البلدة ووصفها بأنها «كبيرة ومبنية بشكل جيد»، مع طاحونة مائية بجانب التيار. كان هناك العديد من الإبل، حيث كانت القرية على الطريق الرئيسي للإبل من نابلس إلى الرملة، وذلك لوقوعها على الطريق الرئيسي الواصل بين نابلس - الرملة.
في عام 1882، أجرى صندوق استكشاف فلسطين الغربية مسحاً للبلدة ووصفها بأنها «قرية متوسطة الحجم في الوادي مع انتشار اشجار الزيتون حولها، وفيها مطحنة»،
جزء من سكة حديد الحجاز يمر عبر القرية، بالتوازي مع الشارع الرئيسي.

### الانتداب البريطاني

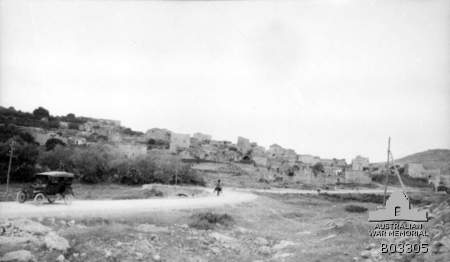
صورة لبلدة عنبتا على طريق نابلس - طولكرم عام 1918.

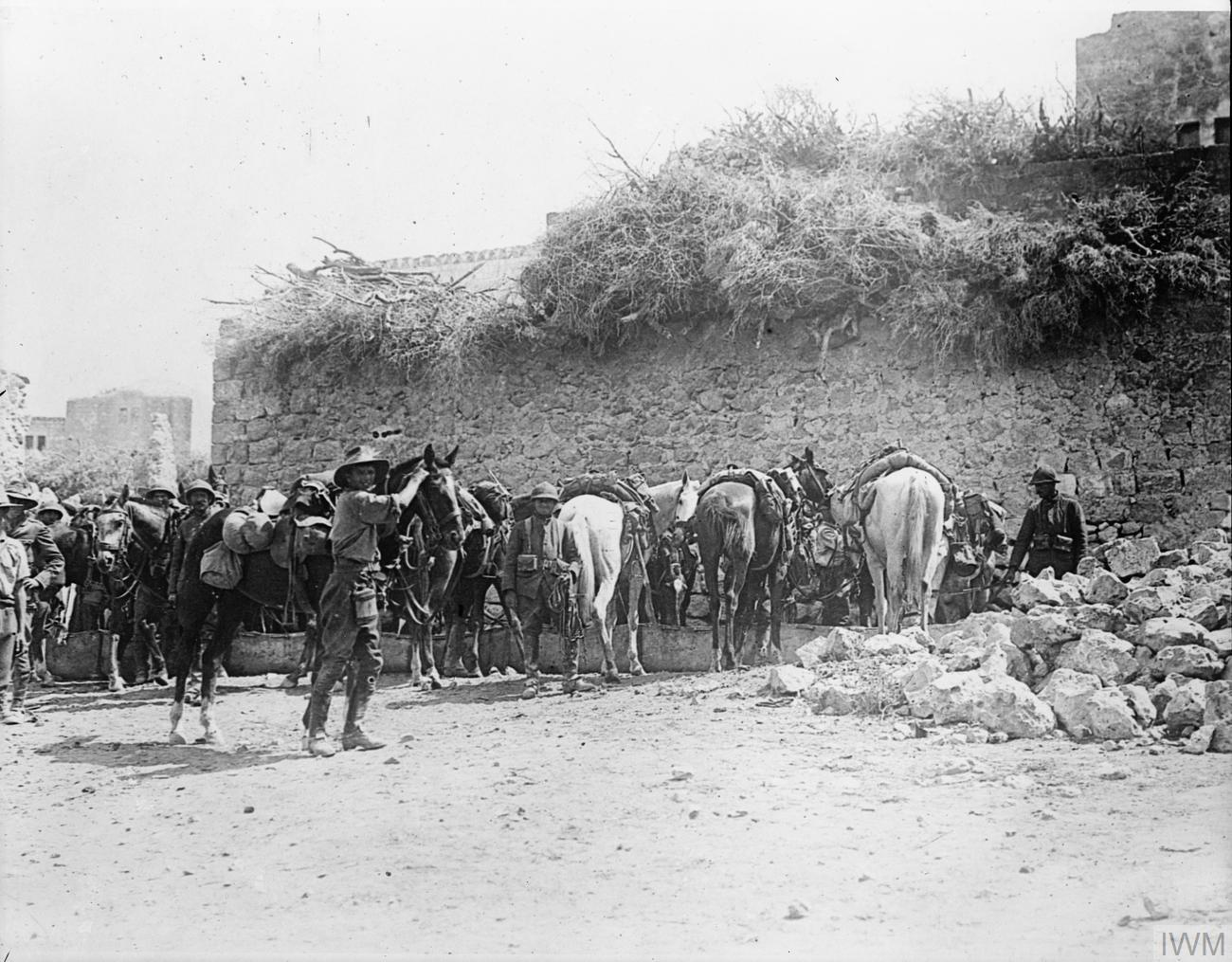
جنود بريطانيون في عنبتا بعد معركة الشارون عام 1918.

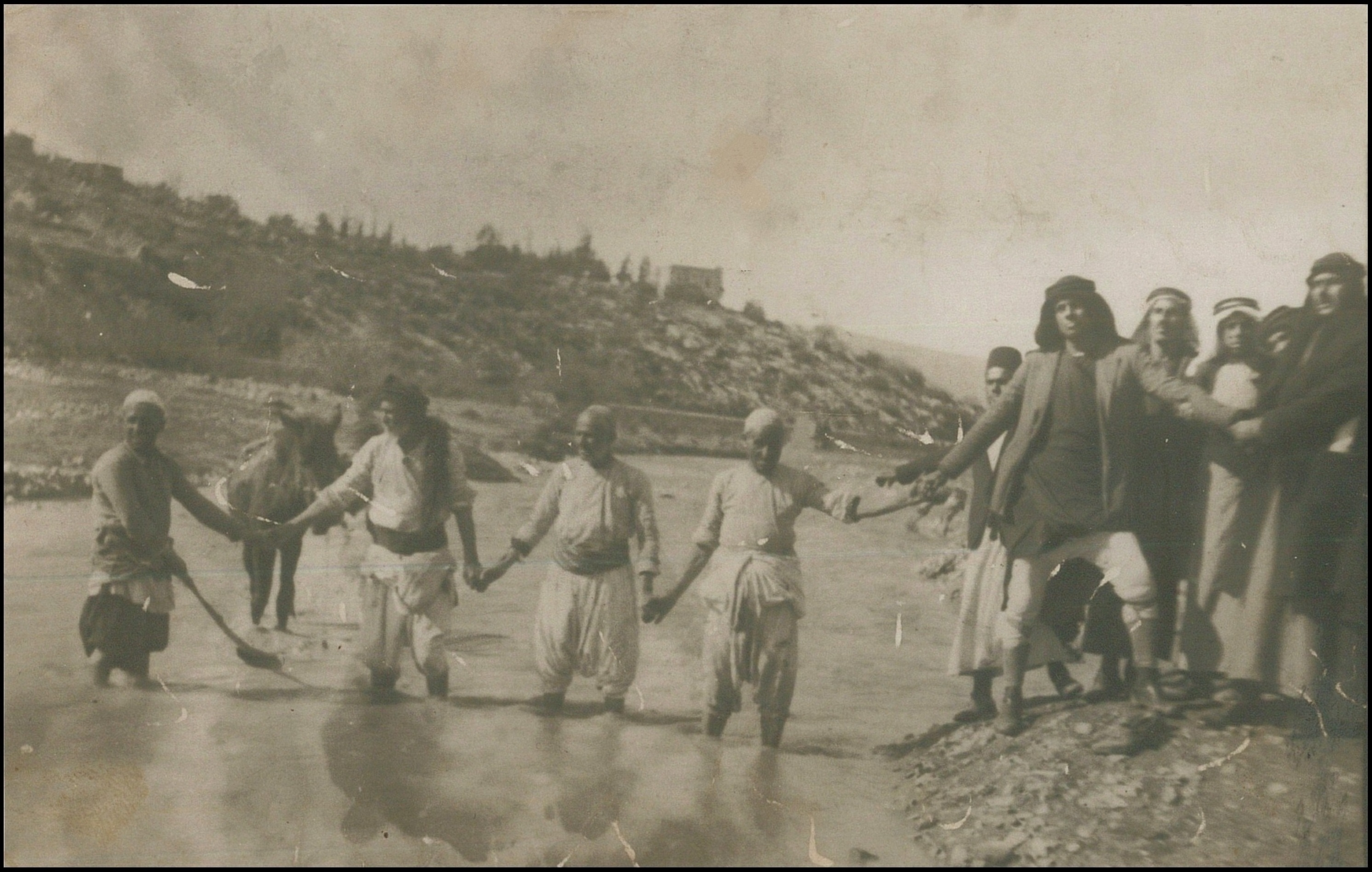
اعمال الانقاذ في عنبتا بعد حدوث فيضان وادي الزومر عام 1935.

في عام 1918، سقطت عنبتا بيد الجيش البريطاني، ودخلت البلدة مع باقي فلسطين تحت الانتداب البريطاني على فلسطين.
شاركت عنبتا في ثورة فلسطين الكبرى، وحدثت فيها عدة معارك، في حزيران 1936 تصاعد هجوم من قبل الثوار العرب على قافلة مسلحة إلى معركة عنبتا، معركة قصيرة ولكنها شديدة بين المقاتلين العرب والجيش البريطاني شمل ذلك هجمات جوية على المقاتلين العرب، عند توقف الثورة مؤقتاً في 12 أكتوبر 1936، وصف مراسل صحيفة الديلي تلغراف القرية: «عنبتا كانت مسرحاً للعديد من المواجهات بين القوات البريطانية والعرب، وهي المكان الوحيد الذي أظهر فيه السكان حالة من القسوة خلال مرورنا منه».

#### قرار التقسيم 1947
كانت عنبتا ضمن الدولة العربية المُقترحة وفقاً لقرار التقسيم والذي أقرَّته هيئة الأمم المتحدة عام 1947 وذلك في محاولة لإيجاد حل الصراع العربي اليهودي بإقامة دولتين مستقلّتين.

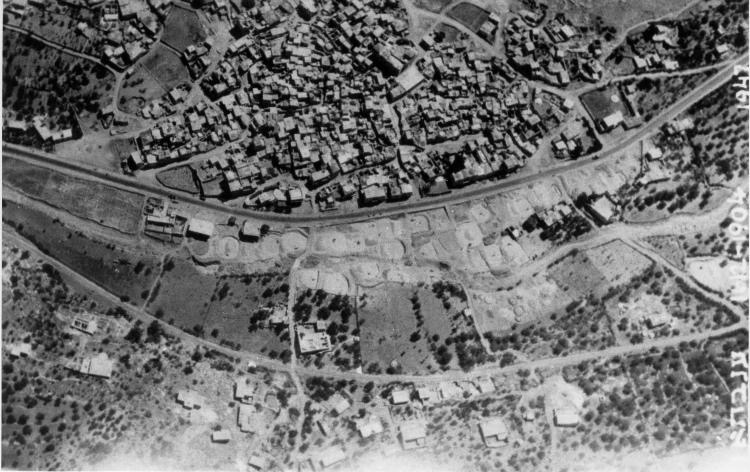
صورة جوية للبلدة عام 1947.

### الإدارة الأردنية
في أوائل خمسينيات القرن العشرين أتبعت عنبتا للحكم الأردني بين حربي 1948 و1967، وكان عدد سكانها آنذاك حوالي 4,018 نسمة عام 1961.

### النكسة
سقطت عنبتا في يد الاحتلال الإسرائيلي بعد حرب النكسة، وذلك في 7 حزيران 1967م.

### السلطة الفلسطينية
بعد تأسيس السلطة الفلسطينية عام 1994، استلمت السلطة الوطنية الفلسطينية بلدة عنبتا، ووضعت تحت السيطرة المدنية والأمنية الفلسطينية الكاملة حسب الاتفاقيات.[بحاجة لمصدر]

## الجغرافيا

### الموقع
تقع بلدة عنبتا في الجزء الشمالي الغربي من الضفة الغربية، في الناحية الشرقية من مدينة طولكرم بمسافة لا تزيد عن 9 كم، ويمر منها طريق نابلس - طولكرم الرئيسي.

### التضاريس
أقيمت عنبتا على تلة جبلية ارتفاعها يتراوح ما بين (160 - 240) متراً عن سطح البحر، تطل من الجهة الغربية على أودية البرج، البندوق، الأشقر وجبل المنطار، ومن الجهة الشرقية على جبال الشيخ عيسى والشايفات. أما من الشمال والشمال الغربي فتطل على رؤوس الملك وجبل التلول، ومن الجنوب تطل على جبال أبو العز، مركة، أبو حشيش.

### الحدود
يحد بلدة عنبتا من الشمال بلدة بلعا، ومن ومن الغرب مدينة طولكرم، ومن الشرق قريتي بزاريا ورامين، أما من الجنوب فيحدها بلدة كفر اللبد.

## السكان
يبلغ عدد سكان عنبتا حاليًا حوالي 7271 نسمة جميعهم من المسلمين وذلك حسب التعداد العام للسكان عام 2017 والذي أجراه الجهاز المركزي للإحصاء الفلسطيني.
| السنة                  | (1922)                        | (1931)                        | (1945)                        | (1961)                   | (تعداد 1997)            | (تعداد 2007)            | (تقدير 2012)            | (2017)                  | (تقدير 2021)            |
| ---------------------- | ----------------------------- | ----------------------------- | ----------------------------- | ------------------------ | ----------------------- | ----------------------- | ----------------------- | ----------------------- | ----------------------- |
| التعداد السكاني للقرية | 1,606                         | 2.498                         | 3,120                         | 4,018                    | 5,453                   | 7,263                   | 7,989                   | 7,271                   | 8,600                   |
| ملاحظات                | تعداد سلطة الانتداب البريطاني | تعداد سلطة الانتداب البريطاني | تعداد سلطة الانتداب البريطاني | تعداد سلطة الحكم الأردني | تعداد السلطة الفلسطينية | تعداد السلطة الفلسطينية | تقدير السلطة الفلسطينية | تعداد السلطة الفلسطينية | تقدير السلطة الفلسطينية |

## أعلام بارزون
| - رامي الحمد الله، رئيس الحكومة الفلسطينية السابق ونائب رئيس مجلس أمناء جامعة النجاح. - الطيب عبد الرحيم، أمين عام الرئاسة الفلسطينية. - إبراهيم نصار، من قيادات الثورة الفلسطينية. - معروف رفيق محمود، شاعر. - محسن محمد صالح، كاتب. | - عبد الرحيم محمود، شهيد وشاعر أديب. - سميحة خليل، من رواد الحركة الوطنية الفلسطينية. - أديب رفيق محمود، شاعر وروائي. - مروان عورتاني، رئيس جامعة فلسطين التقنية السابق ووزير التربية والتعليم. - سمير عزت نصار، كاتب ومترجم. | - مازن القبج، إعلامي ومسرحي. - سعيد العنبتاوي، عالم مجيز في القراءات العشر. - محمد كمال، مؤسس التلفزيون الأردني وسفير الأردن السابق لدى الولايات المتحدة. - أنور حامد، كاتب وروائي. - عبد الله حجازي، سياسي ودبلوماسي. |

## بلدية عنبتا
تأسست بلدية عنبتا في 15 تموز 1922 على أساس مجلس محلي، ووفقاً للتشريعات الإدارية البريطانية تم وضع عنبتا بصفة بلدة مع كل من قلقيلية والطيبة في قضاء طولكرم، حيث انشأ في كل منها مجلسا محلياً.
وقد تكون المجلس المحلي في عنبتا من إحدى عشر عضواً منتخبون، وهو يعنى بالأمور الصحية والمياه والإنارة وتنظيم السوق وبناء المدارس وغيرها ويشرف على فتح الشوارع وتعبيدها. وفي عام 1954 ووفقا للتشريعات الإدارية الأردنية تم تحويل عنبتا من هيئة مجلس محلي إلى «مجلس بلدي»، بعد ترقيتها إلى مدينة. وفي العام 1965 انشأت ناحية عنبتا حيث تألفت من مدينة عنبتا وقرى: رامين، كفر اللبد، سفارين، بيت ليد، بلعا، كفر رمان، وقد أتبعت إلى مركز اللواء في نابلس.

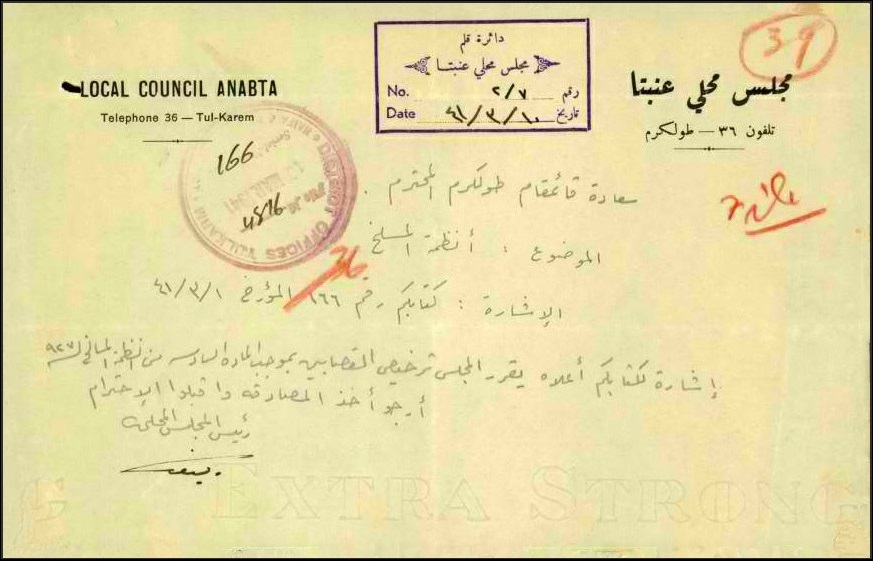
كتاب رسمي صادر عن مجلس محلي عنبتا عام 1941 بخصوص انظمة المسلخ في البلدة وهو موقع من قبل رئيس المجلس رفيق حمدالله

| رؤساء مجلس محلي عنبتا  | رؤساء مجلس محلي عنبتا | رؤساء مجلس محلي عنبتا | رؤساء مجلس محلي عنبتا |
| رقم                    | اسم الـرئـيـس         | الفترة                | الدورات               |
| ---------------------- | --------------------- | --------------------- | --------------------- |
| 1                      | يوسف مصطفى القبج      | (1922 - 1924)         | 1                     |
| 2                      | فريد احمد حمدالله     | (1924 - 1926)         | 1                     |
| 3                      | محمد موسى حجاز        | (1926 - 1932)         | 1                     |
| 4                      | الغي المجلس           | (1932 - 1937)         | 1                     |
| 5                      | رفيق احمد حمدالله     | (1937 - 1954)         | 3                     |
| رؤساء مجلس بلدية عنبتا |                       |                       |                       |
| رقم                    | اسم الـرئـيـس         | الفترة                | الدورات               |
| (5)                    | رفيق احمد حمدالله     | (1954 - 1960)         | 1                     |
| 6                      | وليد كامل حمدالله     | (1960 - 1962)         | 1                     |
| (5)                    | رفيق احمد حمدالله     | (1962 - 1976)         | 2                     |
| 7                      | وحيد كامل حمدالله     | (1976 - 1982)         | 1                     |
| 8                      | إدارة ذاتية           | (1982 - 1986)         | 1                     |
| 9                      | طاهر حسين حجاز        | (1986 - 1997)         | 2                     |
| 10                     | حمدالله حافظ حمدالله  | (1997 - 2005)         | 2                     |
| 11                     | فاروق حافظ حمدالله    | (2005 - 2009)         | 1                     |
| 12                     | ياسر إبراهيم بركات    | (2009 - 2011)         | 1                     |
| 13                     | صلاح نجيب عبدالحليم   | (2012 - 2013)         | 1                     |
| 14                     | ثابت محمد اعمر        | (2013 - 2017)         | 1                     |
| (10)                   | حمدالله حافظ حمدالله  | (2017 - 2022)         | 1                     |
| 15                     | فاضل نافع فقها        | (2022- حتى الآن)      | 1                     |

## مؤسسات البلدة

### مؤسسات البلدة
- نادي عنبتا الرياضي الثقافي، تأسس عام 1934.
- جمعية عنبتا النسائية الخيرية، تأسست عام 1965.
- جمعية الهلال الاحمر - فرع عنبتا، تأسست عام 1965.
- لجنة زكاة عنبتا، تأسست عام 1986.
- مكتبة بلدية عنبتا العامة،[42] تأسست عام 1995، وتضم أكثر من عشرة آلاف كتاب.[43]
- دار الكوثر لرعاية المسنين، تأسست عام 1998.
- محكمة صلح مدينة عنبتا تأسست عام 2004 حتى عام 2005 .[44]
- المحكمة الشرعية في مدينة عنبتا تأسست عام 2003 حتى عام 2012.[45]

### التعليم والثقافة
تضم بلدة عنبتا عدداً من المدارس الحكومية ورياض الأطفال، إضافة إلى مكتبة بلدية عامة.

### الصحة
في البلدة عيادة صحية حكومية وأخرى خاصة، وصيدليات، ومركز طوارئ حكومي، إضافة وجود مقر لجمعية الهلال الأحمر وعيادة تتبع مستشفى سان جون للعيون في القدس.

### الأمن
يوجد في عنبتا مركز شرطة تأسس عام 1995، ومركز دفاع مدني تأسس عام 2013.

## آثار ومعالم

### المعالم الدينية والأثرية
تحتوي بلدة عنبتا على العديد من المواقع الأثرية التي تعكس تنوعا حضاريا يعود لحقب زمنية مختلفة وخصوصاً الرومانية ومنها:
1. نيربا: وهي هضبة مرتفعة يحيط بها سهل ضيق من الشمال والجنوب وسهل واسع من الشرق ومن الغرب سهل ضيق يمتد حتى غرب طولكرم، تحتوي على " بقايا محلة يحدق بها سور على تل ومغر وصهاريج ومدافن ". كان الحصن الذي أقامه بلدين الأول ملك مملكة بيت المقدس الفرنجية " كان يقوم على موقع " خربة نيربة " هذه.[بحاجة لمصدر]
2. خربة الزهران : تقع للغرب من عنبتا وخربة أبو خميش، وتحتوي على جدران مهدمة مبنية من الحجارة الخشنة، ويوجد مدافن منقورة في الصخر على الجهة الأخرى من الوادي.
3. مركة: تلة إلى الجنوب الغربي من عنبتا محاذية للشارع الواصل إلى كفر اللبد.
4. رؤوس الملك: تلة مرتفعة في الشمال الشرقي من عنبتا.
5. التل : يحتوي على مدافن منقورة في الصخر ومغر.
6. المزار: وهو مقام لولي من الأولياء الصالحين والذي جاء من المغرب وتزوج امرأة من عنبتا.[بحاجة لمصدر]

## الإنتاج التاريخي عن القرية
- إشراقات تربوية (إطلالة على التعليم في عنبتا)، مروان ذوابي، 2011
- عنبتا في العصرين المملوكي والعثماني 1250-1918م، بهاء نصار، 2023

## الاقتصاد
من أهم مصادر الدخل الوظائف العامة والأهل في الخارج والعمّال داخل الخط الأخضر بالإضافة إلى الزراعة بأنشطتها المتنوعة وأبرزها مزارع الدواجن والأغنام والأبقار وكذلك زراعة الخضار والفواكه وبعض الصناعات المتواجدة في المدينة الصغيرة مثل معاصر الزيتون، ومشاغل الخياطة، وقد تطور مؤخرا قطاع المقاولات بشكل كبير وذلك نتيجة الازدياد الكبير في مشاريع البنى التحتية سواء تلك التي تمولها البلدية نفسها أو الجهات الدولية المانحة.

### الزراعة
تتنوع المنتجات الزراعية في عنبتا ومن أهم هذه المنتجات الزيتون واللوزيات والخضروات المروية والحمضيات وتزدهر في عنبتا أساليب الزراعة الحديثة باستخدام البيوت البلاستيكية وأساليب الري المتطورة، بالإضافة إلى زراعة القمح والشعير والبقوليات. أدى التوسع العمراني للبلدة والتوسع في البنية التحتية وفتح الشوارع إلى تقليص المساحات المزروعة من الأراضي الزراعية.

## الاستيطان

### المستوطنات
صادرت سلطات الاحتلال مساحات واسعة من أراضي بلدات عنبتا ورامين وبيت ليد وكفر اللبد لإقامة مستوطنة عيناف. وأيضاً صادرت مساحات واسعة من أراضي بلدات منطقة وادي الشعير لإقامة مستوطنة أفني حيفتس.

### الحواجز العسكرية
أقامت سلطات الاحتلال حاجزا رئيسيا دائما شرق البلدة، سمي بـ «حاجز عناب»، وهو يفصل شمال الضفة عن وسطها.

## معرض صور

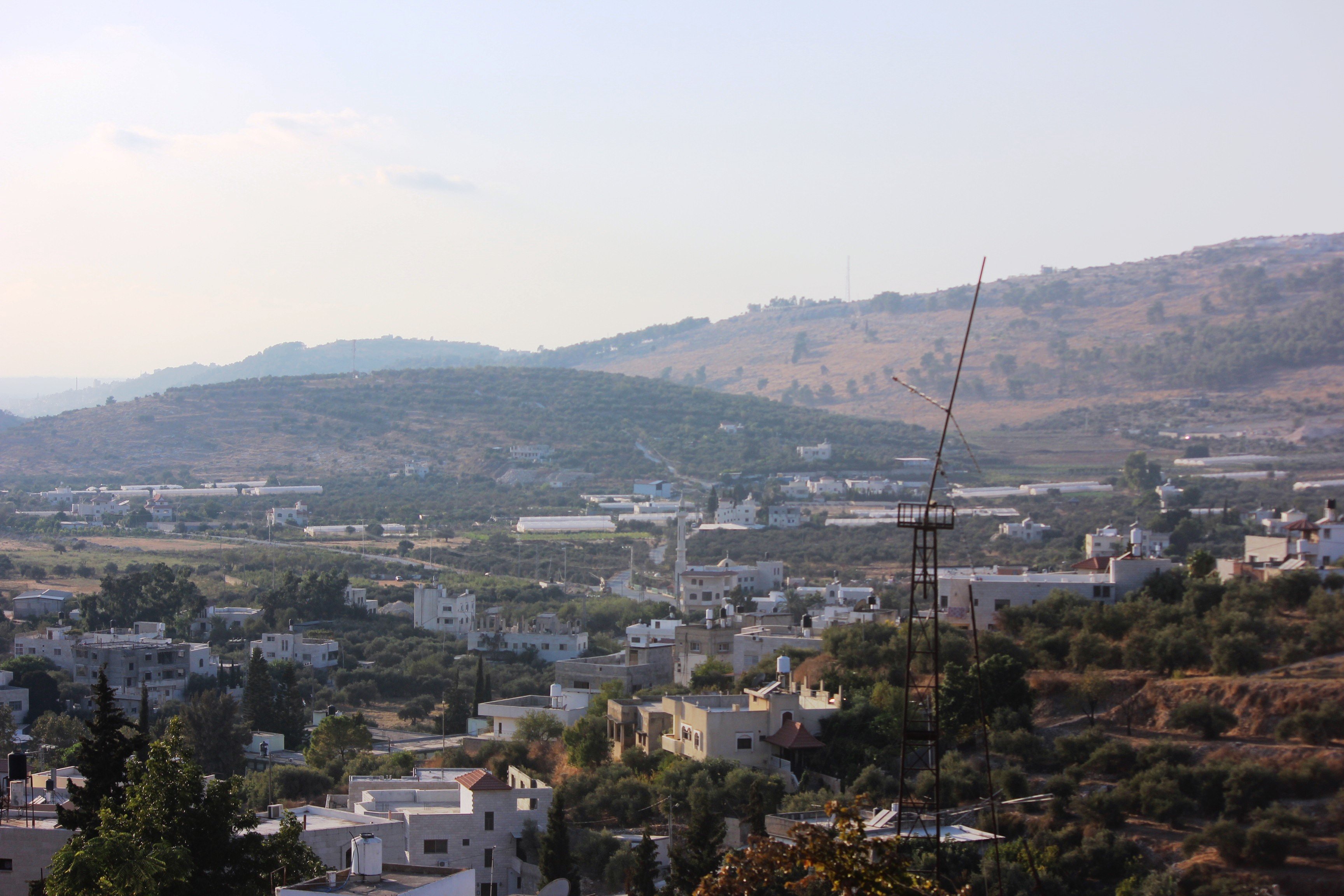
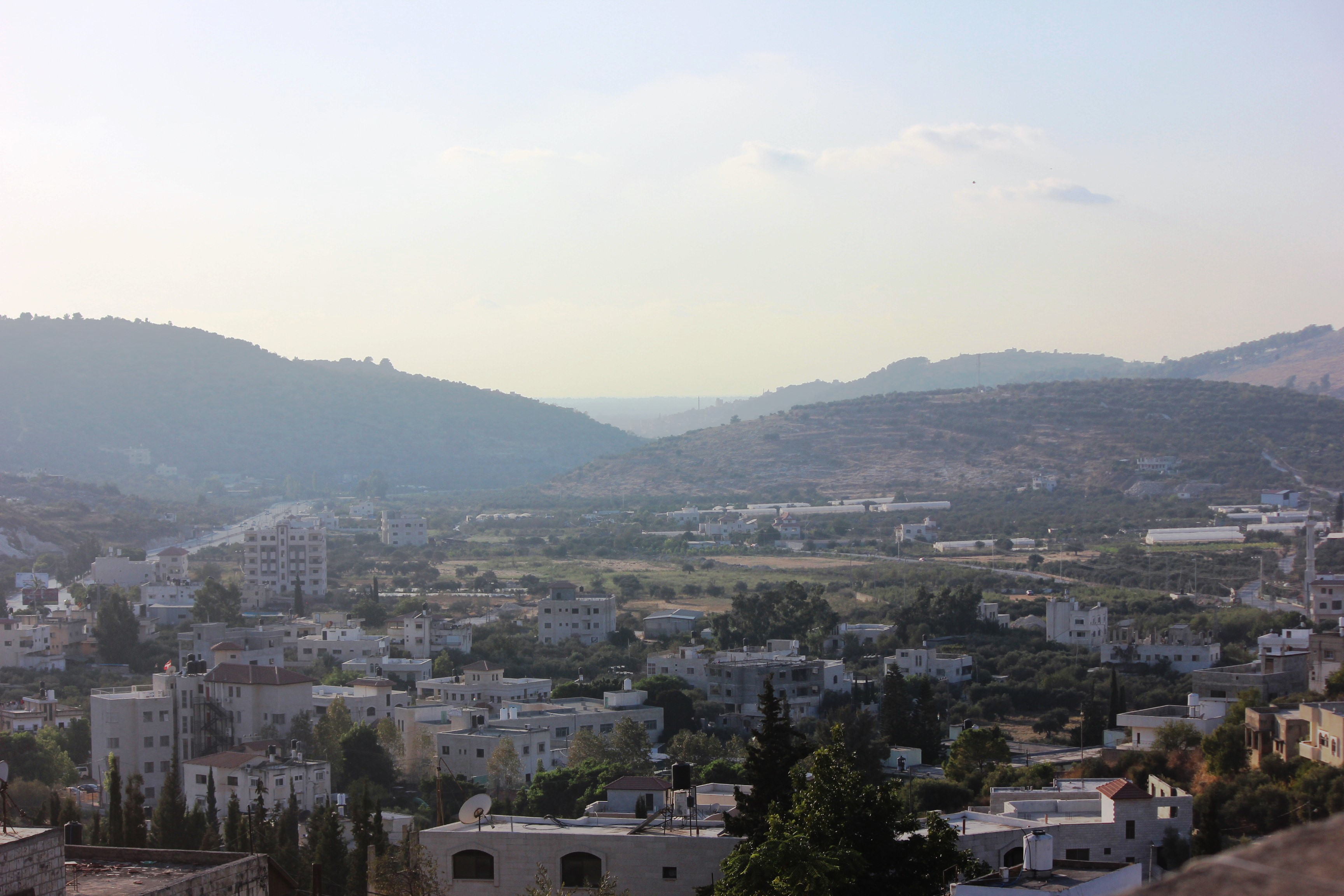
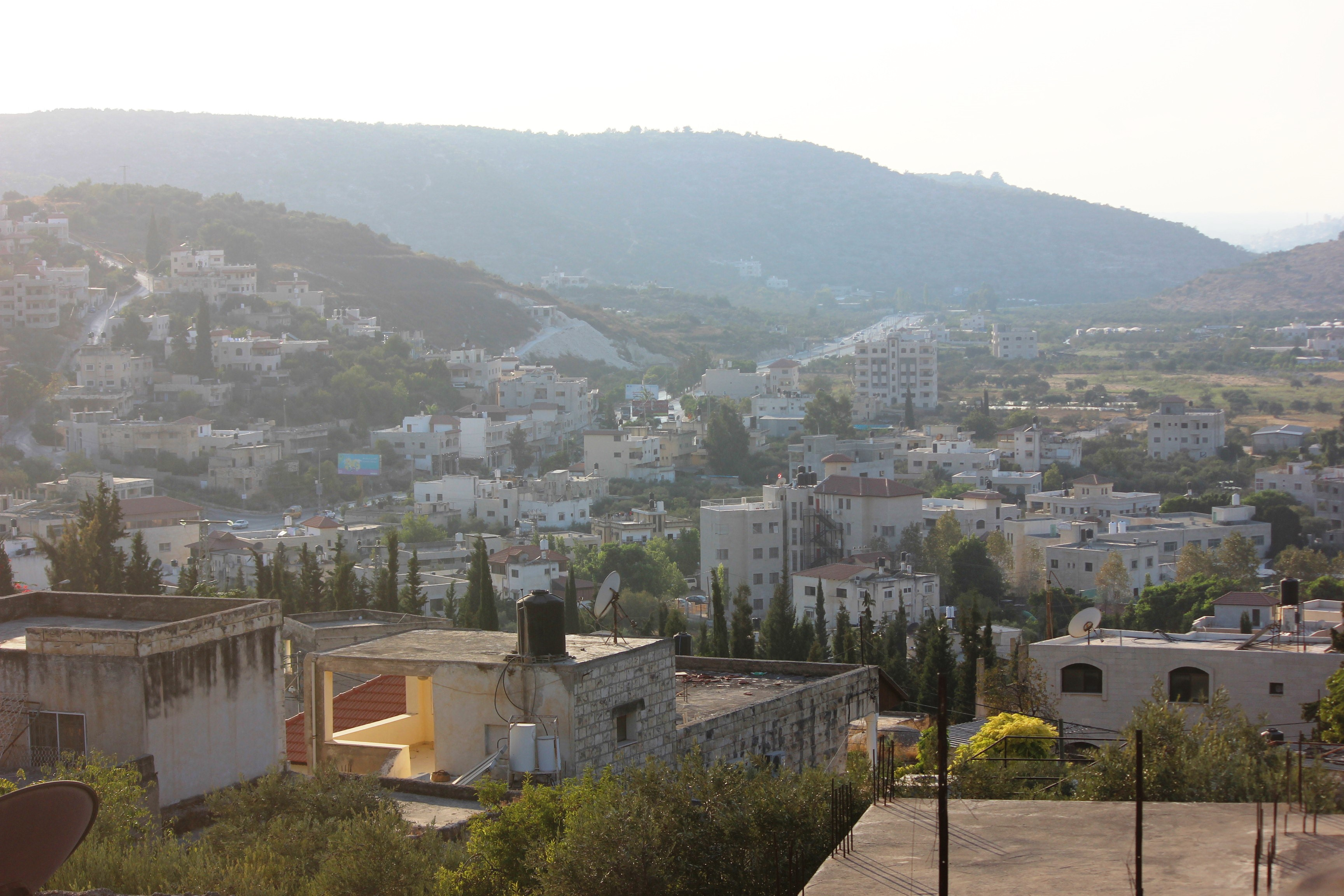
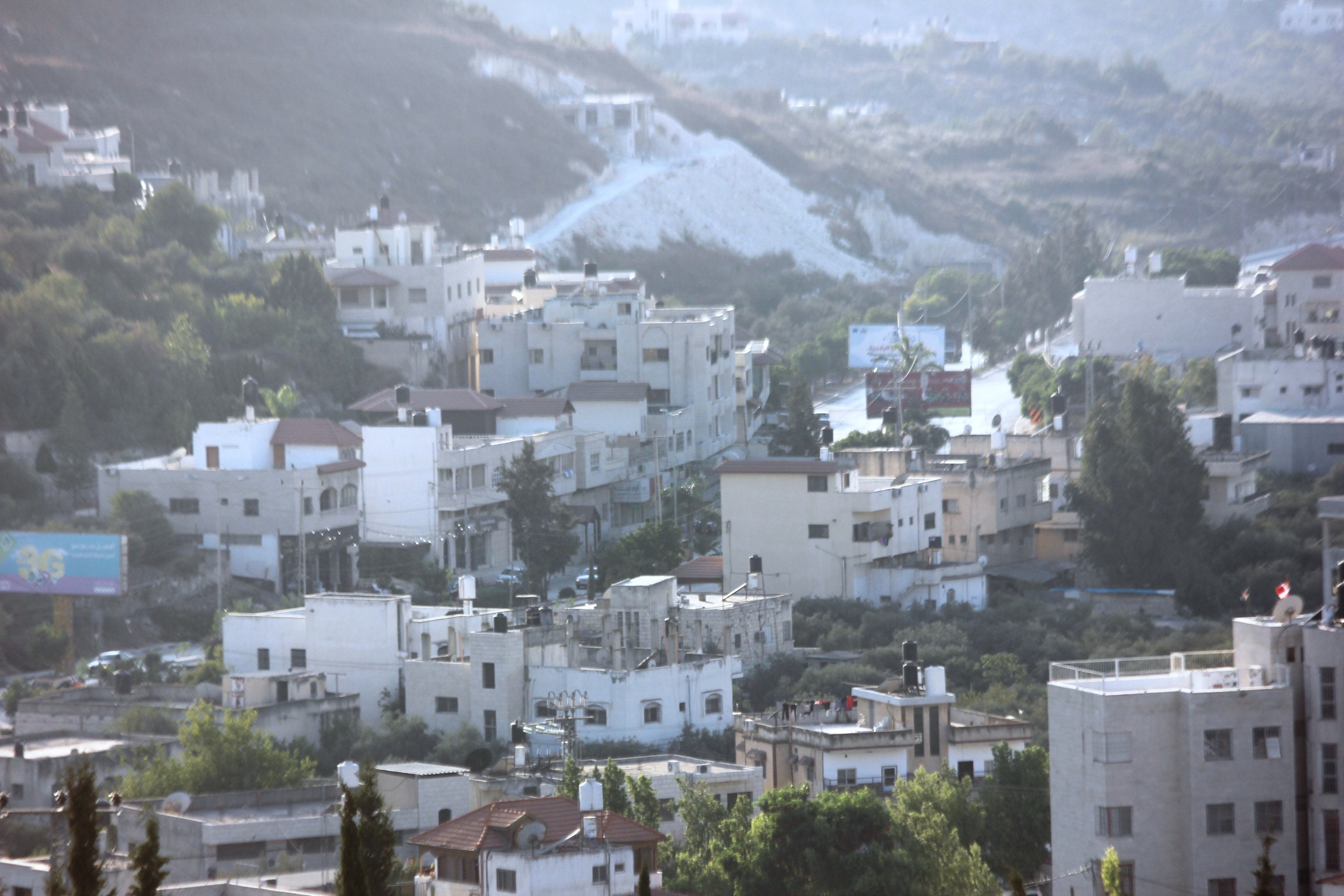

## وصلات خارجية
- موقع بلدية عنبتا.
- صفحة بلدة عنبتا في موقع فلسطين في الذاكرة.